# Reims Polar 2022
Le Reims Polar 2022, 2e édition du festival, se déroule du 5 au 10 avril 2022.

## Déroulement et faits marquants

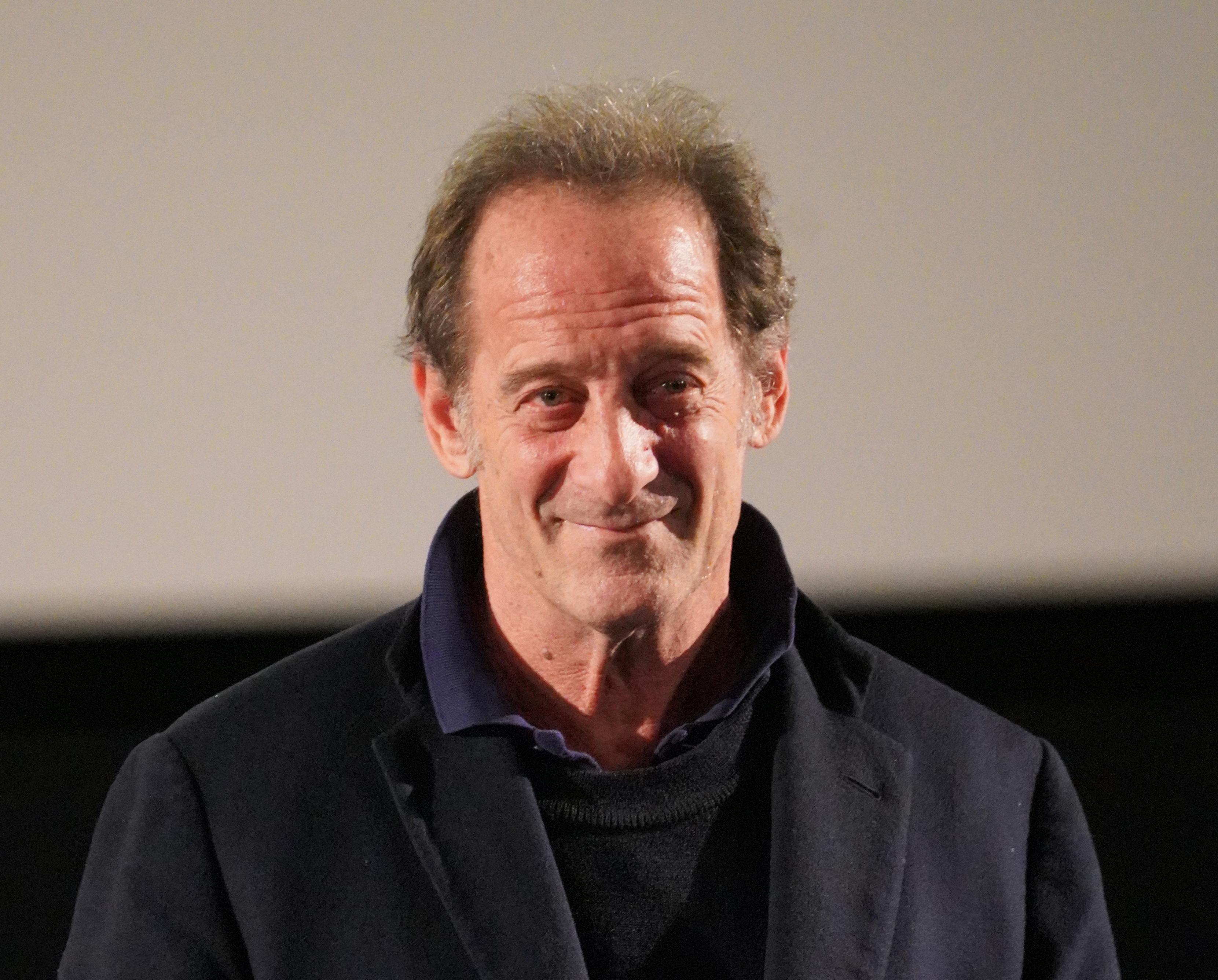
Vincent Lindon lors d'une classe de cinéma.

Le Grand prix est décerné au film Assault de Adilkhan Erjanov qui remporte aussi le prix de la critique,,.

## Les jurys

### Compétition
- Niels Arestrup (président du jury), acteur
- Véronique Cayla, présidente de l'administration des César du cinéma
- Hélène Fillières,  actrice et réalisatrice
- Sébastien Marnier, réalisateur et scénariste
- Géraldine Pailhas, actrice
- Florent-Emilio Siri, réalisateur et scénariste

### Sang neuf
- Marie Drucker (présidente du jury), actrice
- Santiago Amigorena, réalisateur et scénariste
- Abdel Raouf Dafri, réalisateur et scénariste
- Audrey Gloaguen, réalisatrice
- Camille Laurens, écrivaine

## Sélection

### En compétition
- Are You Lonesome Tonight ? (Re Dai Wang Shi) de Shipei Wen  Chine
- Assault de Adilkhan Yerzhanov  Kazakhstan
- Entre la vie et la mort de Giordano Gederlini  France
- Future is a lonely place (Die Zukunft ist ein einsamer Ort) de Martin Hawie et Laura Harwarth  Allemagne
- Midnight Silence (Mideunaiteu) de Kwon Oh-seung  Corée du Sud
- Rhino (Nosorog) de Oleh Sentsov  Ukraine
- La Hija de Manuel Martín Cuenca  Espagne
- The Execution (Kazn) de Lado Kvataniya  Russie
- The Generation of Evil (Piktuju Karta) de en:Emilis Vėlyvis  Lituanie
- Tros de Pau Calpe  Espagne

### Hors compétition

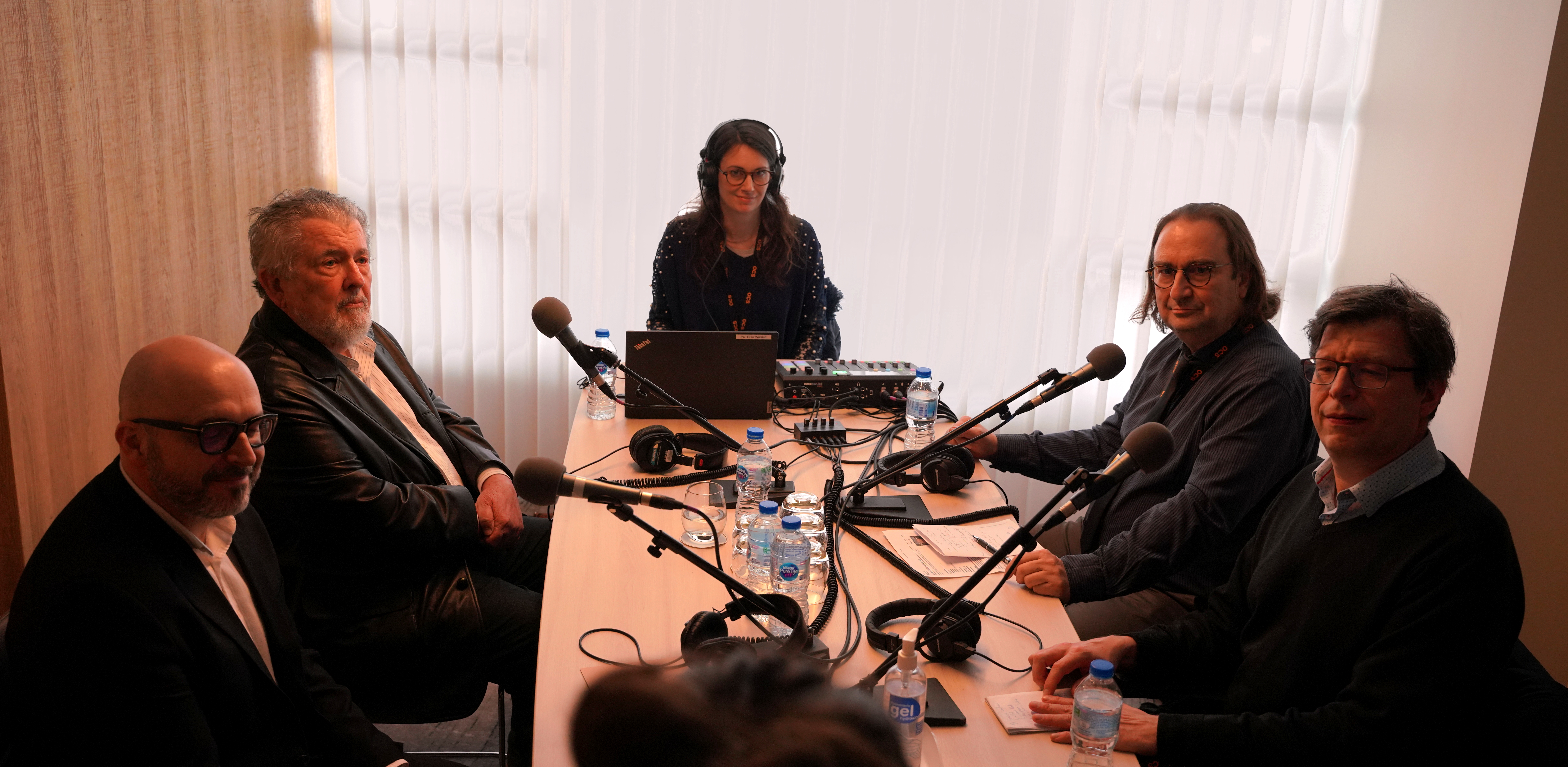
Enregistrement de Mauvais genres de François Angelier avec Walter Hill.

- L'Affaire Collini (Der Fall Collini) de Marco Kreuzpaintner  Allemagne
- Les Bad Guys (The Bad Guys) de Pierre Perifel  États-Unis
- Dédales (Miracol) de Bogdan George Apetri  Roumanie
- No Man of God de Amber Sealey  États-Unis
- La Ruse (Operation Mincemeat) de John Madden  Royaume-Uni

## Palmarès
- Grand Prix : Assault de Adilkhan Erjanov
- Prix du jury (ex æquo) : Are you lonesome tonight? de Wen Shipei, et The Execution de Lado Kvataniya
- Prix du public : The Generation of Evil d'Emilis Velyvis
- Prix Police : The Execution de Lado Kvataniya
- Prix de la critique : Assault de Adilkhan Erjanov
- Prix Sang Neuf : Cadejo Blanco de Justin Lerner